# Анкара (еялет)
39°56′00″ пн. ш. 32°52′00″ сх. д. / 39.933333333333° пн. ш. 32.866666666667° сх. д.
Еялет Анкара (Ангора) або Бозокський еялет (осман. ایالت آنقره) — адміністративно-територіальна одиниця Османської імперії. Існував у 1827—1864. Утворився з частини Анатолійського еялету. У 1864 році перетворено на вілайєт з такою ж назвою.

## Історія
З кінця XIV ст. Ангора була санджаком у складі еялету Анатолія. З XVI ст. в османських офіційних паперах стала переважно називатися Акарський санджаком, хоча в європейських залишилася назва Ангорського санджаку. У 1770 році скориставшись кризою в імперії санджакбеї Анкари фактично стали напівнезалежними володарями. Втім до 1775 року боротьба в середині санджаку та відновлення влади центрального уряду призвели до відновлення влади султана на санджаком.
Ліквідація у 1826 році яничарського корпусу дозволило султану Махмуду II розпочати необхідні реформи. У 1827 році було розділено Анатолійський еялет на менші за розміром самостійні провінції. Одним з новоутворених еялетів став Анкарський.
Спочатку головне місто розташовувалося у місті Бозок (сучасний Йозгат). Тому іноді також називається Бозокським еялетом. Втім доволі швидко центр перемістився до Анкари, що мала більш вигідне розташування. З часом еялет перетворився на важливий політичний та економічний центр імперії з огляду на втрату у 1830-х роках Єгипту, Сирії та Палестини, захоплення російських військ на Кавказі та Балканах.
У 1864 році під час нової адміністративно-територіальної реформи еялет перетворено на вілайєт Анкара.

## Структура
Провінція складалася з 4 санджаків: Анкара, Бозок, Кайсері та Чанкири.

## Економіка
Основу становило сільське господарство. Водночас отримання статусу самостійної провінції позитивно вплинуло на розвиток промисловості. Анкара перетворилася в один з найбільших центрів торгівлі та ремесла на Сході. Особливо уславилася виробництвом сукняних тканин.